# Кузнецов, Яков Васильевич
Я́ков Васи́льевич Кузнецо́в (1761, Новохаритоново, Московская губерния — 1816 или 1823) — удельный крестьянин, предприниматель. Основатель династии «фарфорофаянсовых королей» России.
Свою деятельность он начинал с подковывания лошадей, потом стал изготавливать чашки и плошки, основав небольшой завод вблизи деревни Ново-Харитоново.

## Биография
Яков Васильевич Кузнецов родился в 1761 году в Новохаритоново (ныне — в Раменском городском округе Московской области).
По одним данным Яков Васильевич происходил из семьи старообрядцев поповского согласия.
По другим данным, его род шел от грамотных старообрядцев, приемлющих священников, которые значительно отличались от «беспоповцев».
Когда пришел в мужалый возраст, он стал крестьянином «оборотистым», с предпринимательской жилкой, владел кузницей и постоялым двором с торговым заведением на Касимовском тракте между Речицами и Новохаритоновом. Кроме этого, Яков Васильевич иногда приторговывал лесом.
Постоялый двор находился при кузнице. Сыновья Якова Кузнецова помогали ему подковывать лошадей, обеспечивать едой и всем необходимым постояльцев. В лавке Якова Кузнецова продавались косы, бороны, серпы, лемеха. Товары продавались, а если посетители не могли себе позволить купить товар, он предоставлялся в аренду на лето. Яков Кузнецов получал от этого дополнительный доход. Держал кузницу и занимался торговыми операциями, Яков Кузнецов еще с конца XVIII века.
В 1810 году выкупил себя у помещика и начал собственное дело — открыл небольшой заводик по производству фарфоровых изделий. Буквально через два года завод работал на полную мощность.
Завод располагался вблизи деревни Ново-Харитоново. Посуда, которая там производилась, изготовлялась для богатых крестьян, трактиров и других питейных заведений.
Существует предположение, что секреты фарфорового производства Яков Кузнецов мог узнать либо у единственного рабочего фабрики Павла Кулика — Сологая, либо на предприятии Фомина, которое было основано в 1800-х годах в деревне Кузяево.
Завод располагался недалеко от Гжели, его расположение было удачным — здесь было много леса и глины. Эту глину, известную своими свойствами, использовали многие фарфоровые заводы, которые находились в Гжели. Существуют предположения, что это была жировка. В свое время на добычу этой глины хотел наложить вето арканист Императорского фарфорового завода Д. И. Виноградов. Удачное расположение месторождений глины позволило не тратить время и деньги на ее транспортировку к заводу. Это же касается и дерева, учитывая близость лесов. Рабочей силы в деревне также было предостаточно, потому что люди нуждались в работе.
С именем Якова Васильевича Кузнеца и источником накопления им первоначального капитала, связана одна история. Однажды на его постоялый двор заехал богатый купец, и остановился там на ночлег. О его отъезде никому ничего не было известно. Но после этого события, на окраине деревни Кузнецов начал вести работы и рубить большой сруб на правом берегу реки Дорки. Там работали плотники, каменщики, подъезжали обозы с глиной, шпатом, кварцем. У Кузнецова появились деньги на проведение строительных работ, и фарфоровый завод, который был основан в это время, стал поводом для сплетен. В деревне говорили, что Яков Васильевич имеет отношение к пропаже богатого приезжего купца, и именно деньги купца он использует для строительства завода. Согласно другим источникам, свой первоначальный капитал Яков Васильевич собирал по копейке.
На заводе работало 12 мастеров-гончаров, которые занимались обжигом фаянсово-фарфоровой посуды. Деятельность предприятия была успешной.
Постепенно Яков Васильевич вовлёк в дело своих сыновей: Терентия и Анисима, которым сумел также привить предпринимательскую смекалку, что в 1832 г. Кузнецовы запустили уже второй завод — во Владимирской губернии в пустоши Дулево Владимирской губернии.
Своих сыновей Яков Кузнецов воспитывал в строгости, постоянно напоминая, что благосостояние нужно поддерживать постоянным трудом.
На предприятии производилась типичная для Гжели продукция, недорогой товар, рассчитанный на среднего покупателя: характерные чашки с блюдцами, тарелки с «бусом» по краю, полусферические полоскательницы, мелкая пластика. Гжель исстари славилась своим керамическим производством, поэтому открытие нового маленького заводика ещё не предвещало появление мощной «кузнецовской» индустрии.
Яков Кузнецов был членом московской общины при Рогожском кладбище в Москве.
Строя завод, совмещая это с работой в кузне, Яков Васильевич заболел и вскоре умер. Его сыновья, в память о своем отце, стали называться Кузнецовыми.
Руководство делами перешло к старшему сыну Якова Васильевича — Терентию Кузнецову. Ему помогал младший брат — Анисим.
Правнук Якова Кузнецова, Матвей Сидорович Кузнецов основал в 1889 году товарищество производства фарфоровых и фаянсовых изделий М. С. Кузнецова, которое было одним из крупнейших фарфорово-фаянсовых производств Российской империи в конце XIX — начале XX веков.

## Семья
Жена - Параскева Иванова (ок. 1766 - с 1837)
- Терентий Яковлевич (ок. 1787 - с 1837)[13]
- Анисим Яковлевич (ок. 1791 - с 1837)[13]